# نورمن لام
نورمن لام (انگلیسی: Norman Lamm; ۱۹ دسامبر ۱۹۲۷ – ۳۱ مهٔ ۲۰۲۰) فیلسوف، ربی، استاد دانشگاه، شیمی‌دان، و دانشمند یهودی‌شناس اهل ایالات متحده آمریکا بود.